# Nagarjuna
Acharya Nāgārjuna (telugu: నాగార్జున; kinesisk: 龍樹; tibetansk: Klu Sgrub) (ca. 150 – 250 e.v.t.) var en indisk filosof og grundlæggeren af Madhyamaka-skolen inden for Mahayana-buddhismen. Han bliver af mange regnet som den mest indflydelsesrige buddhisttænker efter prins Siddharta Gautama selv.
Han argumenterede for, at det at stræbe efter et nirvana er et begær, hvor fænomenernes verden, samsara, i virkeligheden er identisk med nirvana, da de betinger hinanden, som det absolutte betinger det relative og omvendt. 
Han satte "det tomme" højere, og det er deraf at meditationsskolerne kommer. Man kan ikke meditere og tænke på ingenting, derfor er man nødt til at tænke på en ting. For eksempel åndedræt eller en kilden i tungen.